# Royal Society of Painter-Printmakers

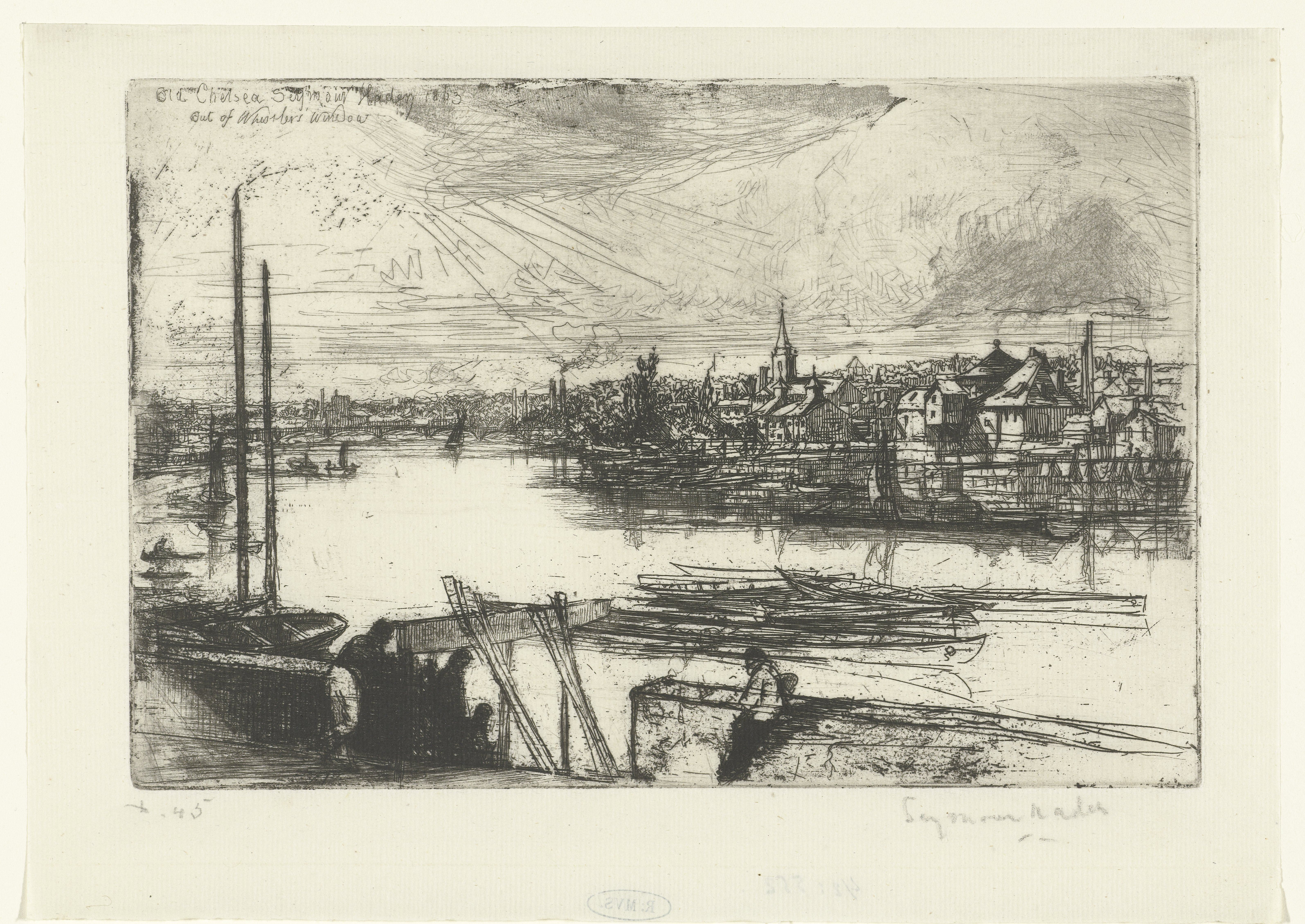
Francis Seymour Haden: Old Chelsea (1863/64)

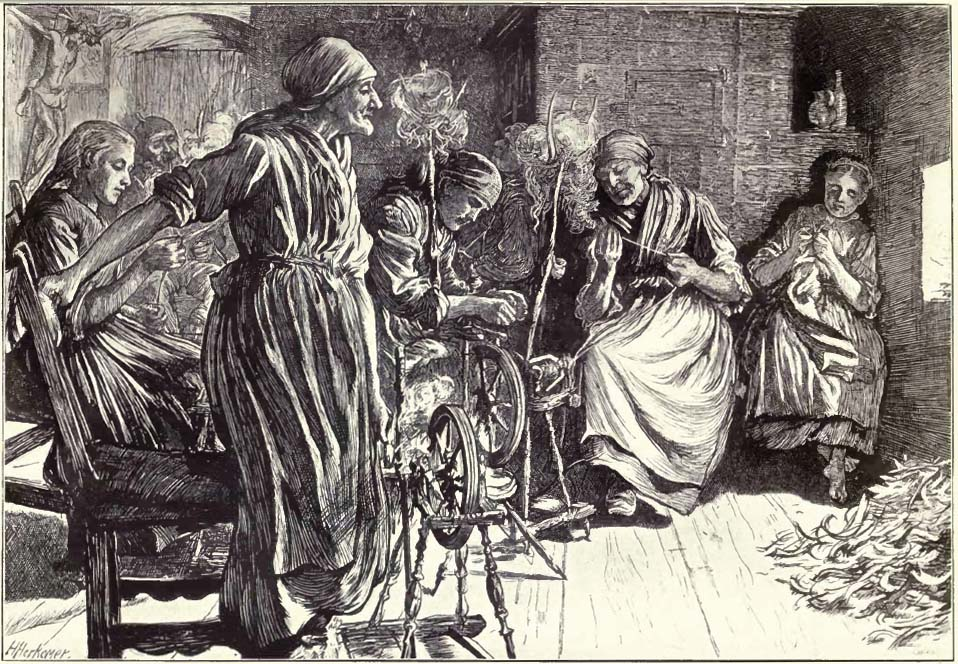
Hubert von Herkomer: The Spinners

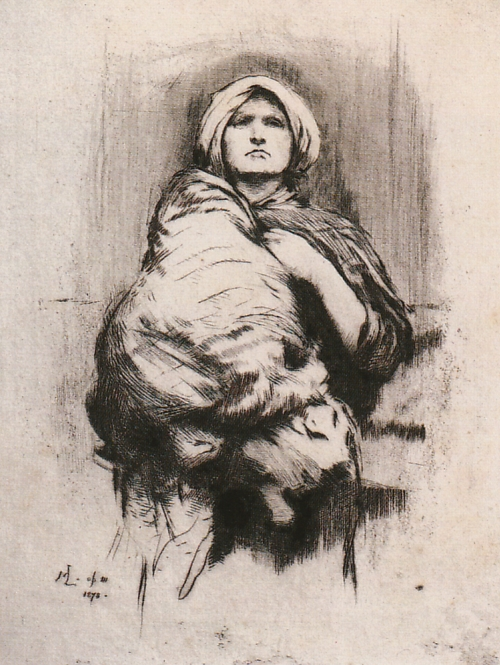
Mansel Lewis: A Vagrant (1878)

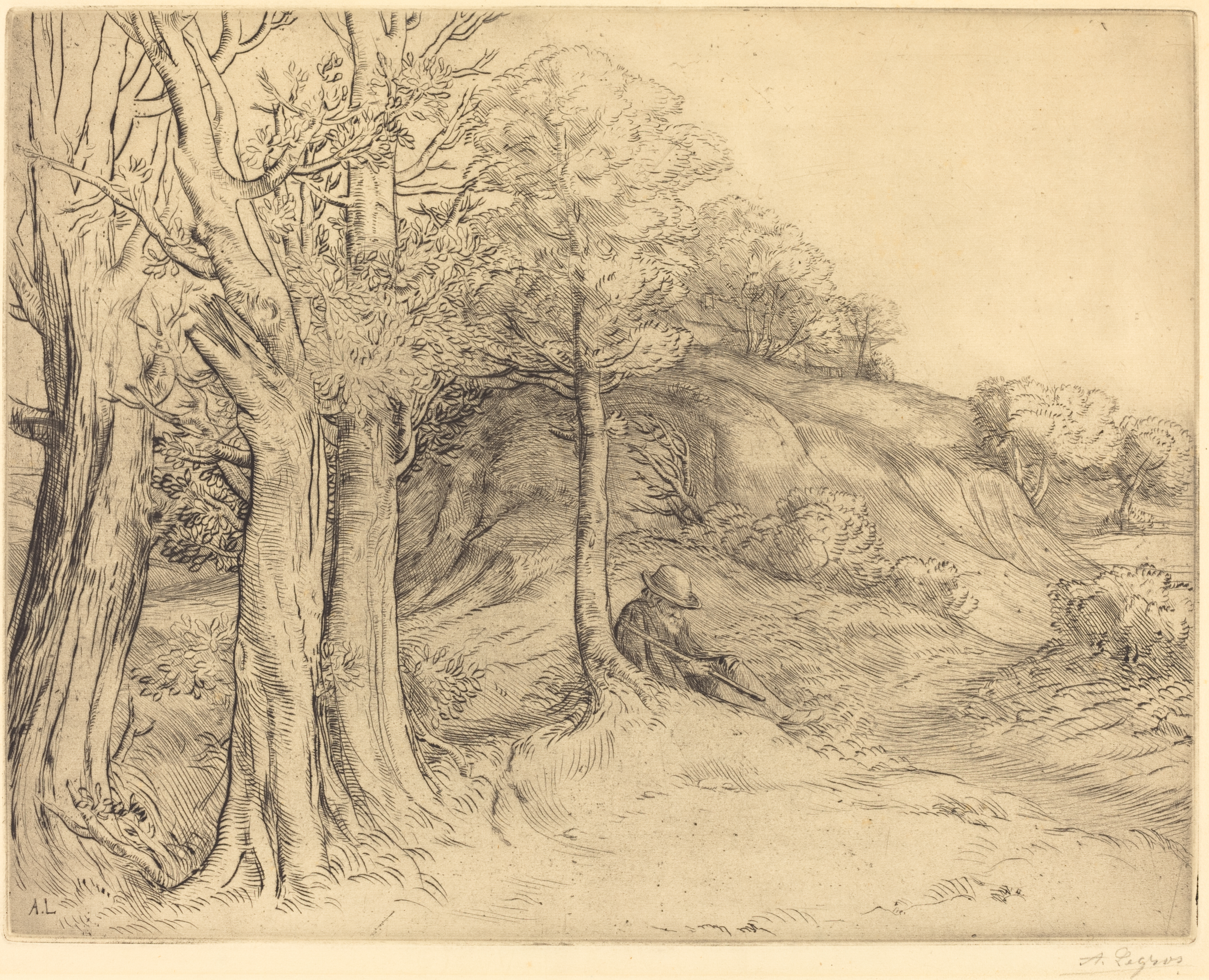
Alphonse Legros: La Solitude

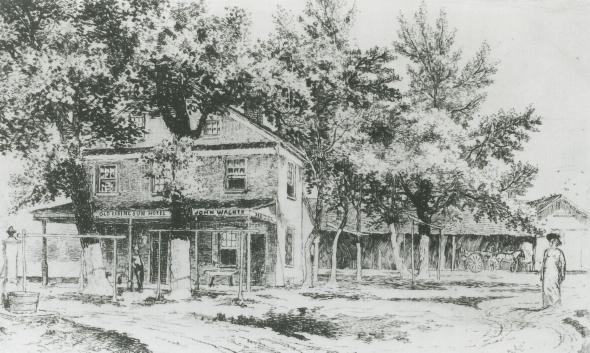
Joseph Pennell: The Rising Sun Tavern (1880)

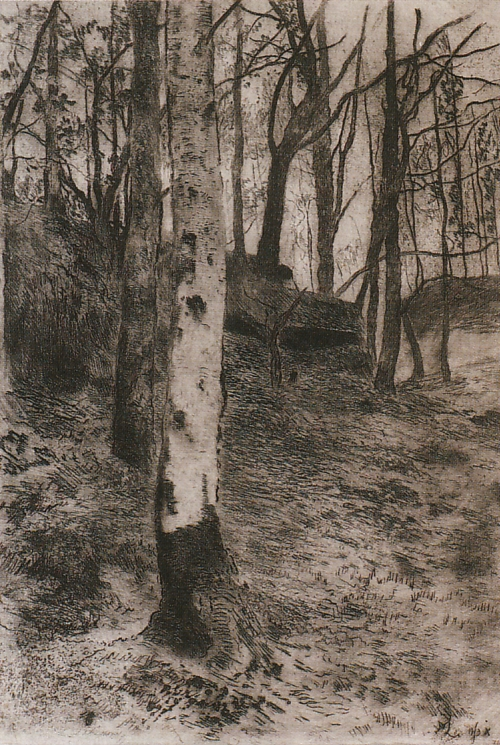
Mansel Lewis: A Study (1878)

Die Royal Society of Painter-Printmakers (RE) ist eine britische Künstlervereinigung von Druckgraphikern und Kupferstechern. Die Gesellschaft existiert seit 1880 und hat ihren Sitz in der Bankside Galerie in der Hopton Street 48 in London, wo auch die Royal Watercolour Society untergebracht ist.

## Geschichte
Die Gesellschaft wurde 1880 von Francis Seymour Haden als Society of Painter-Etchers gegründet, um die Radierung (Etching) als anerkannte Kunstform zu etablieren. Die Gründungsmitglieder waren Hubert von Herkomer, Alphonse Legros, James Tissot, Robert Macbeth und Heywood Hardy. James McNeill Whistler, ursprünglich ebenfalls als Mitglied vorgesehen, hatte sich mit seinem Schwager Haden überworfen und zog daraufhin seine Kandidatur zurück. Auf Initiative von Haden wurde neben der Kaltnadelradierung und Ätzradierung auch der Kupferstich (Engraving) als Tiefdruckverfahren berücksichtigt und die Society nannte sich nun Society of Painter-Etchers and Engravers.
1888 wurde der Gesellschaft die Royal Charter verliehen und sie durfte sich von nun an Royal Society of Painter-Etchers and Engravers nennen. 1911 gewährte König Georg V. eine Charta der Gründungsurkunde und Satzung, so dass die Society erheblich an Ansehen gewann. Ab 1919 wurden Präsidenten der Royal Academy of Arts immer zu Ehrenmitgliedern der Gesellschaft gewählt. 1920 wurde die Mitgliedschaft um Künstler erweitert, die für ihre Drucke andere Materialien als Metall verwenden. 1991 nahm die Gesellschaft den heutigen Namen an.

## Mitgliedschaft
Die Gesellschaft kennt folgende Formen der Mitgliedschaft:
- Fellow (Vollmitglied)
- Associate (Assoziiertes Mitglied)
- Senior (Seniormitglied)
- Honorary (Ehrenmitglied)

Assoziierte Mitglieder gibt es seit 1887. Sie dürfen ihrem Namen ein ARE nachstellen, alle anderen ein RE.

## Präsidenten der Gesellschaft
Die Society hatte bisher auffallend wenige Präsidenten:
- 1880–1910: Sir Francis Seymour Haden
- 1910–1938: Sir Francis Job Short
- 1938–1962: Malcolm Osborne
- 1962–1970: Robert Austin
- 1970–1975: Paul Drury
- 1975–1989: Harry Eccleston
- seit 1989: Joseph Winkelmann

## Bekannte Mitglieder
- Edmund Blampied
- Frank Brangwyn
- Gerald Brockhurst
- David Young Cameron
- Herbert Dicksee
- William Russell Flint
- Elizabeth Adela Forbes
- Robert Charles Goff
- Francis Seymour Haden (Gründer)
- Heywood Hardy
- Joan Hassall
- Hubert von Herkomer
- Laura Knight
- Alphonse Legros
- Mansel Lewis
- Ernest Stephen Lumsden
- Robert Macbeth
- Hans Meyer
- Joseph Pennell
- Gwen Raverat
- Auguste Rodin
- Bernard Schumacher
- Walter Sickert
- William Strang
- Axel Tallberg
- James Tissot
- Charles Tunnicliffe
- William Walcot
- Erich Wolfsfeld